# 土門健司
土門 健司（どもん けんじ、1915年11月4日 - 2004年5月4日）は、日本の競馬騎手、調教師。北海道出身。
1933年に騎手デビュー。第二次大戦を経て、戦後にブラウニーで農林省賞典四歳馬（菊花賞）、ミハルオー、オーエンスで天皇賞（春）に優勝した。また、史上最大斤量での勝利記録を持つアラブの強豪タマツバキの主戦騎手でもあった。
1960年より調教師に転身し、宝塚記念優勝馬テルテンリュウなどを管理した。弟子に西浦勝一、丸山勝秀、増井裕、長男の土門一美がいる。1993年、調教師引退。

## 経歴
北海道苫前郡苫前村出身。同地はニシン漁が盛んで、土門の実家も大正年間に入りニシンの漁獲量が激減するまで漁師として生計を立てていた。競馬が盛んな土地柄でもあり、土門の父、祖父はいずれも馬主として競走馬を所有し、土門自身も祭りの一環で行われる草競馬に騎手として参加していた。
1930年、騎手見習いとして札幌競馬倶楽部の千葉勝登厩舎に入門し、翌1931年に同倶楽部の大崎勝雄厩舎所属で騎手免許を取得。1933年秋に札幌競馬の障害競走で初騎乗初勝利を挙げた。以後、所属厩舎を転々としたのち、1943年より阪神競馬場の田中好雄厩舎に移ったが、同年より兵役に就き、第二次大戦終結後の1946年に帰還するまで輜重兵として中支戦線で過ごした。
戦後競馬が再開されると1947年より京都競馬場の松田由太郎厩舎に移り、騎手として復帰。同年10月、牝馬ブラウニーに騎乗して農林省賞典四歳馬（菊花賞）を制し、クラシック競走を初制覇した。これは史上2例のみの牝馬による菊花賞優勝の1例である。また1949年にミハルオー、1950年にオーエンスと、春の天皇賞を2年連続で制した。
また1948年より松田厩舎に入ったタマツバキの手綱を執り、1951年末までに同馬とのコンビで30勝を挙げた。うち1951年10月16日に出走したオープン戦では83kgの負担重量で勝利。これは日本競馬史上最大重量での勝利記録として残っている。このとき土門は馬への負担を少しでも減らそうと、自ら20kgのベストを着込んで騎乗した。80kg以上を背負った経験がある馬はタマツバキと同時代に走ったアラブのヒエンのみであり、後に負担重量の軽減化が進んだことにより事実上更新の可能性がない記録の一つである。また、1957年にはサラブレッドと互して走り、やはり「アラブの怪物」と呼ばれたセイユウと読売カップに優勝している。
当時としては大記録であった500勝に迫る通算489勝を挙げ、1960年に騎手を引退し調教師に転身。阪神競馬場で厩舎を開業した。牝馬アイノクレスピンが活躍した1977年には年間26勝を挙げ、調教技術賞を受賞。また1980年には前年のクラシック戦線で活躍したテルテンリュウが春のグランプリ競走・宝塚記念に優勝した。管理下の目立った活躍馬は1981年に日経新春杯を制したケンセイグッドが最後となったが、門下で育った長男の土門一美、西浦勝一がそれぞれ調教師、騎手として活躍。1984年には両者のコンビが手掛けたカツラギエースが日本調教馬として初めて国際競走ジャパンカップに優勝している。
1993年、定年制に基づき調教師を引退。2004年5月4日、病気のため88歳で死去した。

## 成績

### 騎手成績
| 区分 | 1着 | 2着 | 3着 | 4着以下 | 騎乗数 | 勝率 | 連対率 |
| ---- | --- | --- | --- | ------- | ------ | ---- | ------ |
| 平地 | 427 | 435 | 407 | 1410    | 2670   | .160 | .323   |
| 障害 | 62  | 67  | 48  | 290     | 467    | .132 | .276   |
| 速歩 | 0   | 0   | 0   | 2       | 2      | .000 | .000   |
| 計   | 489 | 502 | 455 | 1702    | 3139   | .155 | .315   |

#### 主な騎乗馬
※括弧内は土門騎乗による優勝競走。太字は八大競走。
- イケサチ（1940年古呼馬障碍特別）
- ショウワサカイ（1941年四・五歳牝馬特別）
- ブラウニー（1947年農林省賞典四歳馬）
- ミハルオー（1949年天皇賞・春）
- タマツバキ（1949年アラブ東西対抗、1951年アラブ東西対抗・秋）
- オーエンス（1950年天皇賞・春、1951年京都記念）
- コウラン（1953年阪神大賞典）
- ヤシマアポロ（1953年阪神3歳ステークス）
- セイユウ（1957年読売カップ・秋）

### 調教師成績
- 5250戦492勝

#### 主な管理馬
- アオエース（1965年読売カップ・春）
- タマノオー（1968年京都4歳特別）
- プリムラクイン（1973年タマツバキ記念）
- フサトロキノー（1975年毎日杯）
- フミノヒカリ（1975年北九州記念）
- アイノクレスピン（1977年神戸新聞杯）
- テルテンリュウ（1979年NHK杯 1980年宝塚記念）
- ケンセイグッド（1981年日経新春杯）